# Palamocladium
Palamocladium là một chi rêu trong họ Brachytheciaceae.